# Santo Amaro do Maranhão
Santo Amaro do Maranhão is een gemeente in de Braziliaanse deelstaat Maranhão. De gemeente telt 11.693 inwoners (schatting 2009).